# Танджерин (Флорида)
Танджерин (англ. Tangerine) — переписна місцевість (CDP) в США, в окрузі Орандж штату Флорида. Населення — 3237 осіб (2020).

## Географія
Танджерин розташований за координатами 28°45′34″ пн. ш. 81°38′21″ зх. д. / 28.75944° пн. ш. 81.63917° зх. д. (28.759439, -81.639126).  За даними Бюро перепису населення США в 2010 році переписна місцевість мала площу 13,66 км², з яких 11,77 км² — суходіл та 1,89 км² — водойми.

## Демографія
Згідно з переписом 2010 року, у переписній місцевості мешкало 2865 осіб у 1035 домогосподарствах у складі 774 родин. Густота населення становила 210 осіб/км².  Було 1174 помешкання (86/км²).
Расовий склад населення:
| - 66,4 % — білих - 20,5 % — чорних або афроамериканців - 0,9 % — азіатів - 0,1 % — корінних американців - 10,7 % — осіб інших рас |

До двох чи більше рас належало 1,5 %. Частка іспаномовних становила 21,9 % від усіх жителів.
За віковим діапазоном населення розподілялося таким чином: 24,3 % — особи молодші 18 років, 60,3 % — особи у віці 18—64 років, 15,4 % — особи у віці 65 років та старші. Медіана віку мешканця становила 42,6 року. На 100 осіб жіночої статі у переписній місцевості припадало 99,9 чоловіків;  на 100 жінок у віці від 18 років та старших — 97,7 чоловіків також старших 18 років.
Середній дохід на одне домашнє господарство  становив 77 579 доларів США (медіана — 55 667), а середній дохід на одну сім'ю — 87 069 доларів (медіана — 60 000). Медіана доходів становила 35 330 доларів для чоловіків та 40 417 доларів для жінок. За межею бідності перебувало 19,9 % осіб, у тому числі 31,8 % дітей у віці до 18 років та 1,6 % осіб у віці 65 років та старших.
Цивільне працевлаштоване населення становило 1089 осіб. Основні галузі зайнятості: освіта, охорона здоров'я та соціальна допомога — 23,1 %, роздрібна торгівля — 23,0 %, науковці, спеціалісти, менеджери — 8,5 %, сільське господарство, лісництво, риболовля — 8,0 %.